# Flora Tristan

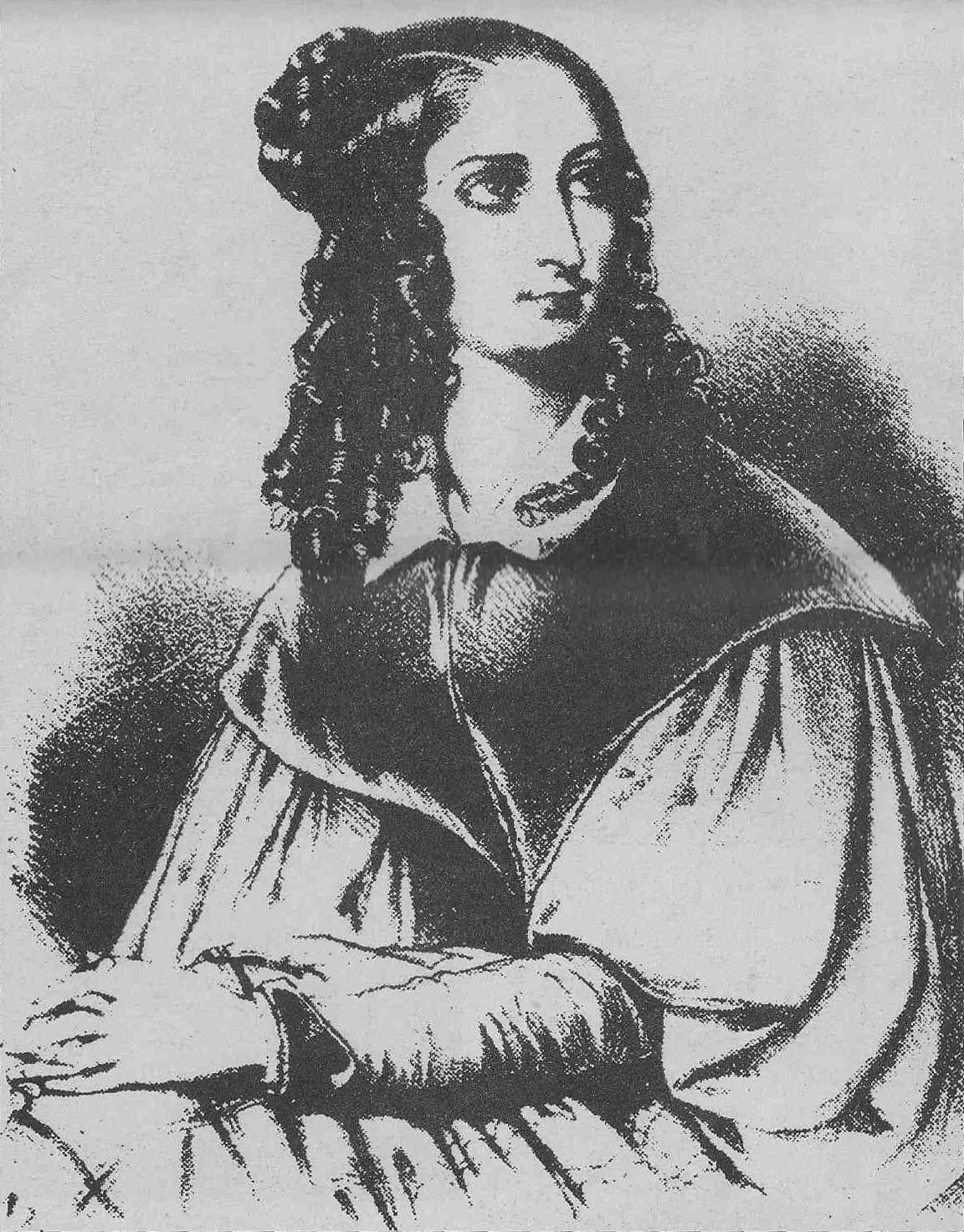
Flora Tristan

Flora Tristan (* 7. April 1803 in Paris; † 14. November 1844 in Bordeaux) war eine peruanisch-französische Schriftstellerin, Sozialistin und Frauenrechtlerin.

## Leben

### Die ersten drei Jahrzehnte
Mariano Tristán y Moscoso, Flora Tristans Vater, ein reicher peruanischer Adeliger, verstarb 1807 und ließ seine Frau Anne-Pierre Laisnay, eine Französin, und seine vierjährige Tochter völlig mittellos zurück. Um der Armut zu entkommen, ging Flora, die sich mit 15 Jahren
in einer Graveurwerkstatt verdingt hatte, 1821 als 18-Jährige eine Vernunftehe mit ihrem Arbeitgeber ein, dem Lithographen und Maler André Chazal. Chazal demütigte und misshandelte seine junge Frau. Sie verließ ihn vier Jahre später. Nach dem damals gültigen Code civil galt dies als Ehebruch – eine Scheidung war nicht möglich. Fünf Jahre lang, von 1825 bis 1830, war sie auf der Flucht vor ihrem Mann und der Justiz. Zwei ihrer drei Kinder starben, nur ihre Tochter Aline überlebte. Um sich, ihre Mutter und ihre Tochter über Wasser zu halten, arbeitete sie zeitweilig als Reisebegleiterin für wohlhabende Familien.

### Die Peru-Reise
In der Hoffnung auf Unterstützung der Familie ihres Vaters und dessen Erbe reiste Flora Tristan im April 1833 nach Peru. Acht Monate verbrachte sie auf den Besitzungen der wohlhabenden und mächtigen Verwandtschaft ihres Vaters in Arequipa. Doch ließ sie die Welt der lokalen Elite immer wieder hinter sich, besuchte die Sklaven auf den Plantagen und empörte sich über die Klassen- und Rassengegensätze der peruanischen Gesellschaft und über „den Egoismus, den Zynismus und die Frivolität“ der „Höheren Stände“. Ihrer Familie war ihre Parteinahme unverständlich und peinlich. An die Rückgewinnung ihres Erbes war nicht mehr zu denken. Im Juli 1834 schiffte sie sich nach Frankreich ein.
Nach Paris heimgekehrt, veröffentlichte Flora Tristan ihre Reiseeindrücke und -notizen 1837 unter dem Titel Pérégrinations d’une paria. Ihr Buch ist „die erste in Westeuropa erschienene kritische Studie der politischen, sozialen und kulturellen Realitäten der außereuropäischen Welt aus der Sicht einer Frau“. Sie „oszilliert zwischen dem Ethnozentrismus der arroganten Pariserin und dem Impetus der Sozialreformerin“. Das Aufsehen, das ihr Reisebericht erregte, verdankt sich nicht zuletzt ihrer anschaulichen Darstellung: „Emotionale Äußerungen wechseln sich mit geschichtsphilosophischen Betrachtungen und mit Situationsbeschreibungen ab, wobei Tragik und Komik oft eng beieinander liegen. Zugleich war es der erste in französischer Sprache verfasste Reisebericht, in dem die Verhältnisse im unabhängigen Peru geschildert wurden, so dass die Pérégrinations in dieser Beziehung eine Pionierarbeit darstellten.“
1838 veröffentlichte Flora Tristan einige Briefe, die Simón Bolívar an ihre Mutter Anne-Pierre geschrieben und sie darin als „Liebe Dame und Freundin!“ angesprochen hatte. Flora selbst berichtete über Bolívar:

„Mein Vater […] bewohnte in Vaugirard ein Haus, zu dem ein Garten gehörte. Ging Bolivar in demselben spazieren, so brach er alles ab, was er erreichen konnte: Baumzweige, Weinschößlinge, Blumen, Früchte etc. Mein Vater wurde darüber stets böse, und sagte ihm, er möge soviel Blumen und Früchte pflücken, als ihm beliebe, nur aber die Bäume selbst schonen. »Ja,« antwortete Bolivar, »ich glaube, ein Schmetterling ist beständiger als ich; kaum habe ich einen Blumenstengel abgebrochen, so gefällt er mir nicht mehr, und ich wünsche etwas anderes.«“

### Das Attentat
Sobald Chazal von Flora Tristans Rückkehr erfuhr, nahm er ihre Verfolgung wieder auf und entführte mehrmals die gemeinsame Tochter. Das Gericht sprach das Sorgerecht für Aline dem Vater zu. Als sie in einem herausgeschmuggelten Brief von Aline lesen musste, dass Chazal die Tochter „in unaussprechlicher Weise“ berührt hatte, klagte Flora Tristan ihn wegen Inzest an und erlangte das Sorgerecht. Daraufhin versuchte Chazal am 4. September 1838, Flora Tristan zu ermorden:

„Seit zehn oder zwölf Tagen nahm ihr Mann den Augenblick wahr, wo sie aus dem Hause ging oder in dasselbe zurückkehrte, er beleidigte sie dann jedesmal mit Schimpfreden, gestern aber sprang er in dem Augenblicke, als sie nach Hause ging, auf sie los mit zwei Pistolen in den Händen, von denen er eine gegen sie abfeuerte und sie schwer verwundete, indem nämlich die Kugel in der Gegend der siebenten Rippe eingedrungen war und in der Herzgegend eine bedeutende Verletzung hervorgebracht hatte; bis jetzt ist es noch nicht gelungen, dieselbe heraus zu ziehen. Hr. Chazal sagte vor dem Polizeikommissär aus, daß er nur deßhalb seine zweite Pistole nicht gebraucht habe, weil er sich fürchtete, einen von den herbeieilenden Menschen damit zu verwunden.“

Sie überlebte nur knapp die Schussverletzungen und litt an deren Folgen bis an ihr Lebensende. Am 31. Januar und 1. Februar 1839 fand der Prozess gegen Chazal vor dem Pariser Assisenhof statt. Er wurde „zu zwanzigjähriger Zwangsarbeit und Ausstellung am Pranger verurtheilt, übrigens von den Geschwornen der königl. Gnade empfohlen“. Noch vor Prozessbeginn hatte Flora Tristan Ende 1838 eine Bittschrift zur Abschaffung der Todesstrafe an die Abgeordnetenkammer gesandt.
Der Prozess und die Verurteilung Chazals ermöglichten Flora Tristan endlich die Scheidung. Außerdem beantragte sie für sich und ihre Kinder, den Namen Chazal ablegen und wieder ihren Geburtsnamen führen zu dürfen.

### Frühsozialistin
Ihre Erfahrungen als alleinstehende, erwerbstätige Frau verarbeitete sie in ihren Schriften. Auf ihren Reisen besuchte sie Fabriken, Ghettos, Gefängnisse und Bordelle und schrieb darüber Reiseberichte und Reportagen. 1839 besuchte sie englische Industriestädte. Ihre Beobachtungen der Zustände der englischen Arbeiterklasse, Promenades dans Londres, ou l'aristocratie et les prolétaires anglais veröffentlichte sie bereits 1840, fünf Jahre vor Friedrich Engels’ Die Lage der arbeitenden Klasse in England.
Ende 1843 und das Jahr 1844 hindurch reiste Flora Tristan rastlos per Postkutsche und Schiff kreuz und quer durch Frankreich und hielt Vorträge, um die Arbeiter zu bewegen, sich gewerkschaftlich zu organisieren. Sie war überzeugt, dass sich die Befreiung der Arbeiterklasse und die Emanzipation der Frau nur gemeinsam verwirklichen ließen. In ihrem 1843 erschienenen Hauptwerk L’union ouvrière (Arbeiterunion) formulierte sie, dass die einzige Chance der Arbeiter in ihrem vereinten Handeln liege: „Eh bien! sortez de votre isolement; unissez-vous! L’union fait la force. Vous avez pour vous le nombre, et le nombre, c’est beaucoup!“ (etwa: „Verlasst eure Isolation und schließt euch zusammen! Die Einheit macht die Stärke aus. Ihr habt die Anzahl für euch, und diese Anzahl ist groß!“) Aufgrund von Passagen wie diesen gibt es Vermutungen, ob gegebenenfalls auch der berühmte Aufruf „Proletarier aller Länder, vereinigt Euch!“ aus dem Kommunistischen Manifest von Karl Marx und Friedrich Engels so oder ähnlich eigentlich von Flora Tristan stamme. Tristan wird insbesondere der schriftlich in Tagebüchern verfasste Aufruf "Proletarier, vereinigt euch!" zugeschrieben. In ihren Überlegungen schloss Flora Tristan Arbeiterinnen immer explizit ein.

### Tod in Bordeaux

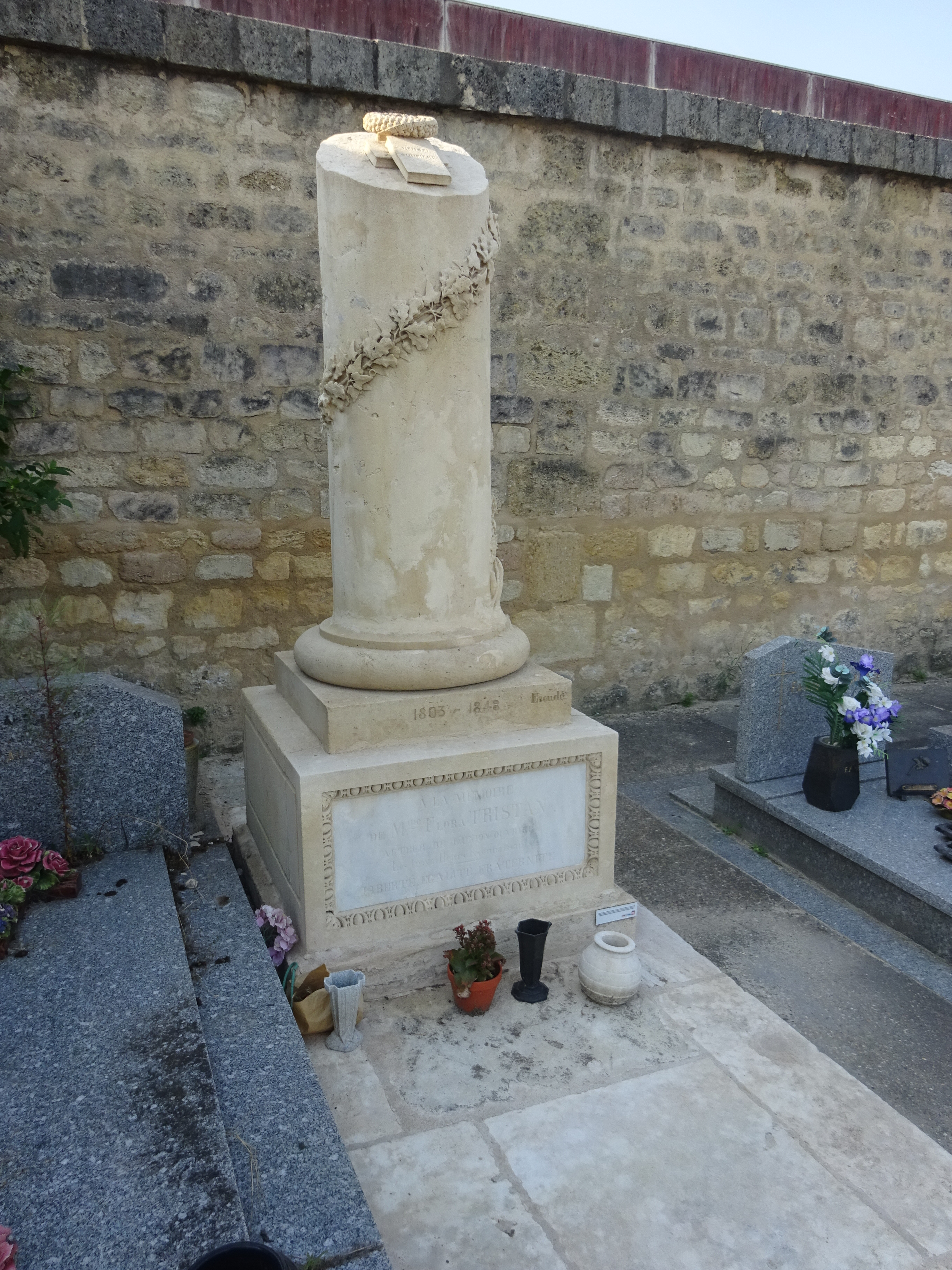
Grab auf dem Cimetière de la Chartreuse in Bordeaux

Flora Tristan war ständigen Repressionen und Bespitzelungen durch die Polizei ausgesetzt; die konservative Presse verspottete sie. In Bordeaux brach sie vor Erschöpfung zusammen und starb kurz darauf im Alter von 41 Jahren am 14. November 1844 an Typhus. Ihr Grab befindet sich auf dem Cimetière de la Chartreuse in Bordeaux.
Flora Tristan war eine Zeitgenossin von und in ihren Überzeugungen verbunden mit George Sand, Victor Hugo, Henri de Saint-Simon und Charles Fourier.
Ihre Tochter Aline heiratete den Journalisten Clovis Gauguin. Aus dieser Ehe ging 1848 der Maler Paul Gauguin hervor.

## Werke
- Meine Reise nach Peru. Fahrten einer Paria. Einleitung und Übersetzung durch Friedrich Wolfzettel. Societäts, Frankfurt am Main 1983; wieder Insel, mit einem Vorwort von Mario Vargas Llosa, Frankfurt am Main 2004, ISBN 3-458-34737-2.
  - In Pérégrinations d’une paria (1837 in zwei Bänden erschienen, in Teilen bereits als Vorabdruck in der Revue de Paris) schildert sie ihre Erlebnisse und Eindrücke in Peru, als alleinreisenden Frau und alleinerziehenden Mutter unterwegs. Neudruck Maspéro, Paris 1980 (coll. La Découverte). Rezension in: Art. IX. Pérégrinations d’une Paria. In: The Foreign Quarterly Review, Heft 21/1838, S. 150–188 (online bei ANNO).
- Méphis (1838), zweite Auflage unter dem Titel Maréquita l’Espagnole. Méphis (1844)
  - ein romantisch-empfindsamer, feministisch-utopischer Roman über die Liebe zwischen der Andalusierin Maréquita und ihrem Geliebten, dem proletarischen Künstler Méphis, und ihre wechselseitige, befreiende Herzensbildung
- Im Dickicht von London oder Die Aristokratie und die Proletarier Englands, ISP-Verl., Köln, 1993, ISBN 3-929008-20-3.
  - In ihren Promenades dans Londres, ou l'aristocratie et les prolétaires anglais (1840) berichtet sie in einer Art politischer Reportage über die Situation der Arbeiter in den englischen Industriestädten. Darauf aufbauend entstand später L'Union Ouvrière.
- Arbeiterunion. Sozialismus und Feminismus im 19. Jahrhundert, ISP-Verlag, Frankfurt am Main 1988, ISBN 3-88332-128-1.
  - In ihrem Hauptwerk, L'Union Ouvrière (1843), analysierte sie ihre Erfahrungen in London und anderen Industriestädten. Sie rief alle Arbeiter auf, sich zusammenzuschließen und gemeinsam für ihre Rechte zu kämpfen. Besonderes Augenmerk legte sie dabei auf das Recht auf Ausbildung – auch und ganz besonders für Frauen.
- Le tour de France. État actuel de la classe ouvrière sous l'aspect moral, intellectuel, matériel. Éditions Tête de Feuilles, Paris 1973.
  - Tagebuch ihrer (letzten) Reise durch Frankreich 1843/1844 und ihres Bemühens, örtliche Arbeitervereine ins Leben zu rufen